# VGIK
L'Università statale pan-russa di cinematografia S. A. Gerasimov (in russo Всероссийский государственный университет кинематографии имени С. А. Герасимова?), meglio conosciuta con l'acronimo VGIK (in russo ВГИК?), è un prestigioso ente statale federale russo di istruzione, specializzato nell'ambito dell'insegnamento nel campo della cinematografia. Risulta essere, per data di fondazione, la scuola di questo tipo più antica del mondo.

## Storia dell'istituto[1]
Il VGIK è stato fondato a Mosca nel 1919 dal regista russo del periodo pre-rivoluzionario Vladimir Rostislavovič Gardin. Già nel 1920 gli succede alla direzione Lev Vladimirovič Kulešov, regista e teorico del montaggio russo celebre per l'omonimo Effetto Kulešov: sarà lui a tracciare la direzione del futuro sviluppo del VGIK. Tra le varie innovazioni, Kulešov crea un laboratorio che sperimenta il montaggio cinematografico con modalità quasi scientifiche, dove lui stesso avrà modo di esporre e dimostrare le sue teorie in questo campo. Nel corso degli anni venti la scuola verrà riorganizzata più volte, ampliandosi man mano con nuove facoltà.
Dal 1986 il VGIK è intitolato al regista e attore russo Sergej Appolinarievič Gerasimov. Nel 2008 diviene un'università ed il suo nome viene modificato in Università statale pan-russa di cinematografia intitolata a S. A. Gerasimov, denominazione detenuta attualmente.